# Пуршево (Псковская область)
Пуршево — деревня в Опочецком районе Псковской области. Входит в состав Матюшкинской волости.
Расположена на правом берегу реки Великая, в 7 км к северу от города Опочка и в 12 км к юго-востоку от волостного центра, деревни Матюшкино.
Численность населения составляет 32 жителя (2000 год).